# یواس‌اس ارلیک (دی‌دی-۸۸۶)
یواس‌اس ارلیک (دی‌دی-۸۸۶) (به انگلیسی: USS Orleck (DD-886)) یک کشتی بود که طول آن ۳۹۰ فوت ۶ اینچ (۱۱۹٫۰۲ متر) بود. این کشتی در سال ۱۹۴۵ ساخته شد.